# لاصقة
اللاصقة هي كل زائدة تزاد قبل أصل الكلمة فتسمى سابقة له، أو بعده فتسمى لاحقة به. خلافها الداخلة التي تزاد في داخل الكلمة.